# France au Concours Eurovision de la chanson 2018
La France est l'un des quarante-trois pays participants du Concours Eurovision de la chanson 2018, qui se déroule à Lisbonne au Portugal. Le pays est représenté par le duo Madame Monsieur et la chanson Mercy, sélectionnés via l'émission Destination Eurovision 2018. La France se classe à la 13e place lors de la finale, recevant 173 points.

## Sélection
La France a officieusement annoncé sa participation dans un premier temps le 14 mai 2017, lendemain de la finale de l'Eurovision 2017, via un tweet de son chef de délégation, Edoardo Grassi, puis l'a confirmée officiellement le 21 juin 2017 en ouvrant les sélections et en annonçant le déroulement d'une finale nationale télévisée, dont le nom est Destination Eurovision, qui a lieu en janvier 2018,.
Le télécrochet est présenté par Garou.
Les morceaux se doivent de respecter le règlement de l'Eurovision, dont les principaux points sont de ne pas excéder 3 minutes et de ne pas avoir été commercialisé avant le 1er septembre 2017. Une clause linguistique a également été ajoutée par France 2 : chaque chanson doit comporter au moins 70 % de paroles en français. 1 500 chansons ont été proposées en réponse à l’appel à candidatures.

### Format

Logo de Destination Eurovision 2018.

Destination Eurovision consiste en deux demi-finales enregistrées et une finale en direct. Dix-huit chansons concourent pour représenter la France. Durant chaque demi-finale, neuf artistes sont en compétition. Chacun interprète une reprise puis sa chanson originale. Au terme de chaque demi-finale, quatre sont qualifiés pour la finale via le vote d'un jury francophone et d'un jury international,.
Durant la finale, participent les huit chansons encore en lice. Le gagnant est déterminé par un vote composé pour moitié du vote d'un jury international, et pour l'autre moitié du télévote français. Le jury francophone n'attribue aucun point. Le principe est fortement inspiré du Melodifestivalen, sélection suédoise pour l'Eurovision et dont le producteur Christer Björkman est un membre du jury international.

### Jurys

#### Jury francophone
Le jury national est composé de trois chanteurs de langue française :
Demi-finale
- Amir, chanteur et représentant de la France au Concours Eurovision de la chanson 2016 ;
- Isabelle Boulay, chanteuse québécoise francophone et ancienne coach de La Voix (The Voice au Québec) ;
- Christophe Willem, chanteur, vainqueur de Nouvelle Star et ancien juré de X Factor en France.

Finale
- Alma, chanteuse et représentant de la France au Concours Eurovision de la chanson 2017 ;
- Christophe Willem, chanteur, vainqueur de Nouvelle Star et ancien juré de X Factor en France.
- Isabelle Boulay, chanteuse québécoise francophone et ancienne coach de La Voix (The Voice au Québec) ;

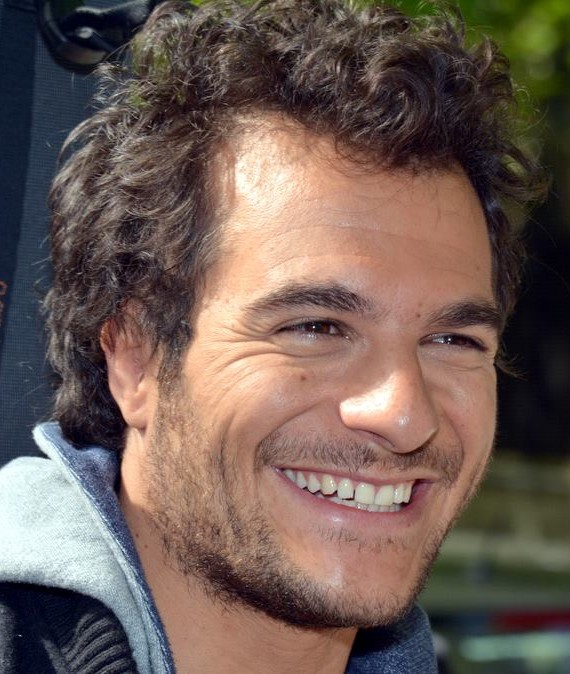
Amir
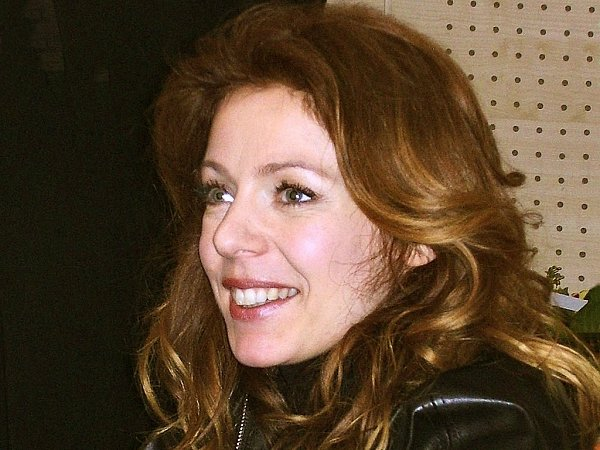
Isabelle Boulay
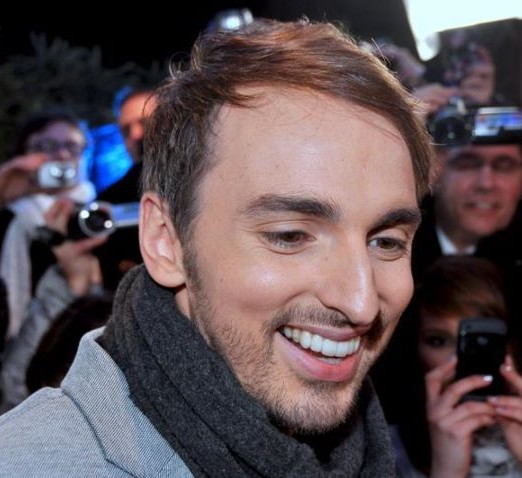
Christophe Willem
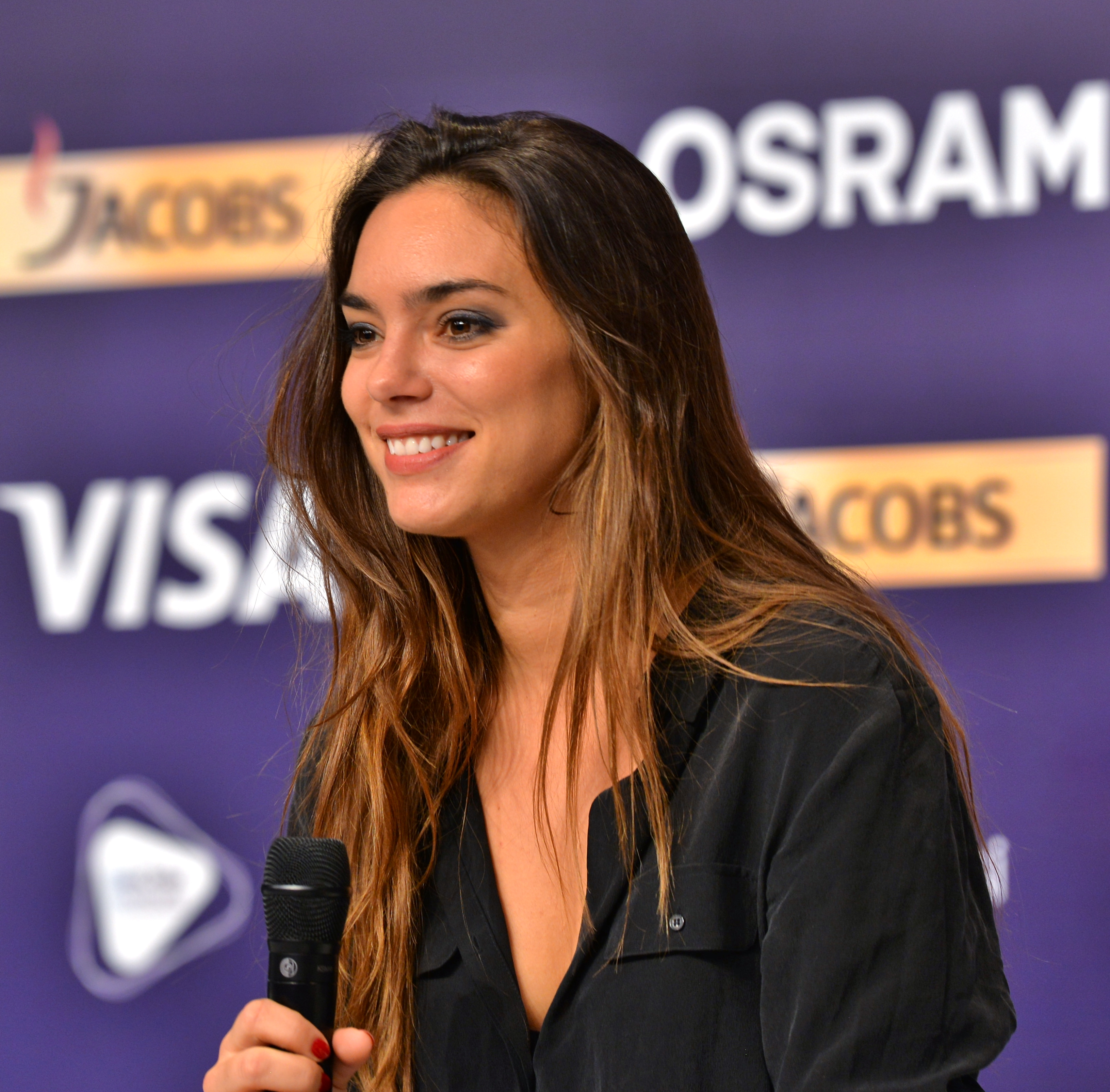
Alma

#### Jury international
Le jury international est composé de représentants de plusieurs délégations de l'Eurovision à travers l'Europe. Lors des demi-finales, il est composé de :
- Christer Björkman, producteur suédois, responsable de l'Eurovision 2016 et du Melodifestivalen et chef de la délégation suédoise, représentant de la Suède au Concours Eurovision de la chanson 1992.
- Nicola Caligiore, chef de la délégation italienne ;
- Olga Salamakha, chef de la délégation biélorusse.

Lors de la finale, à ces trois jurés s'ajoutent des représentants des délégations suivants :
- Iveta Moukoutchian, artiste ayant terminé 7e au Concours Eurovision de la chanson 2016 ;
- Ivan Katsarev ;
- Terhi Norvasto ;
- Felix Bergsson, chef de la délégation islandaise ;
- Tali Eshkoli ;
- Sergueï Pavlov ;
- Reto Peritz, chef de la délégation suisse.

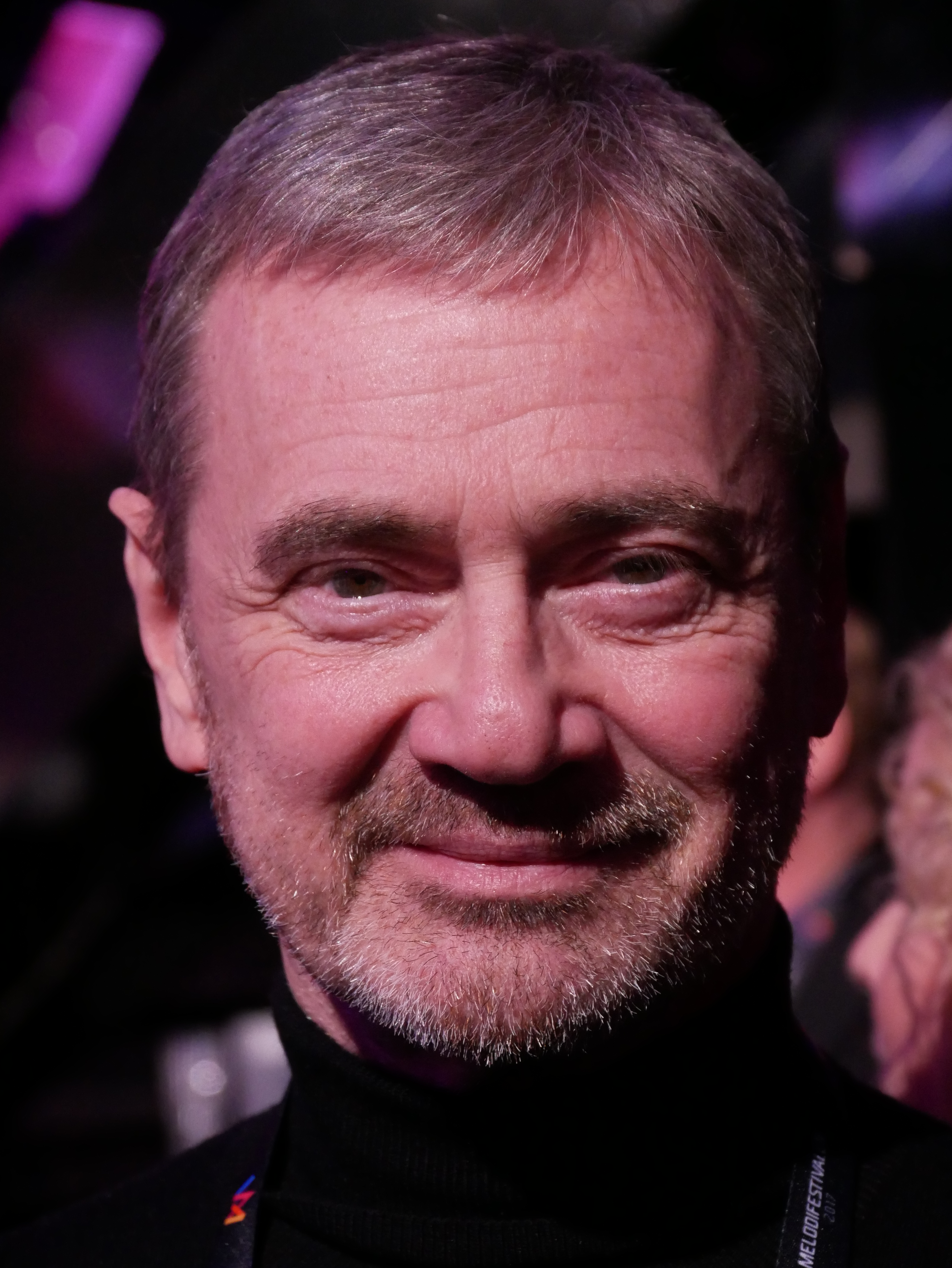
Christer Björkman
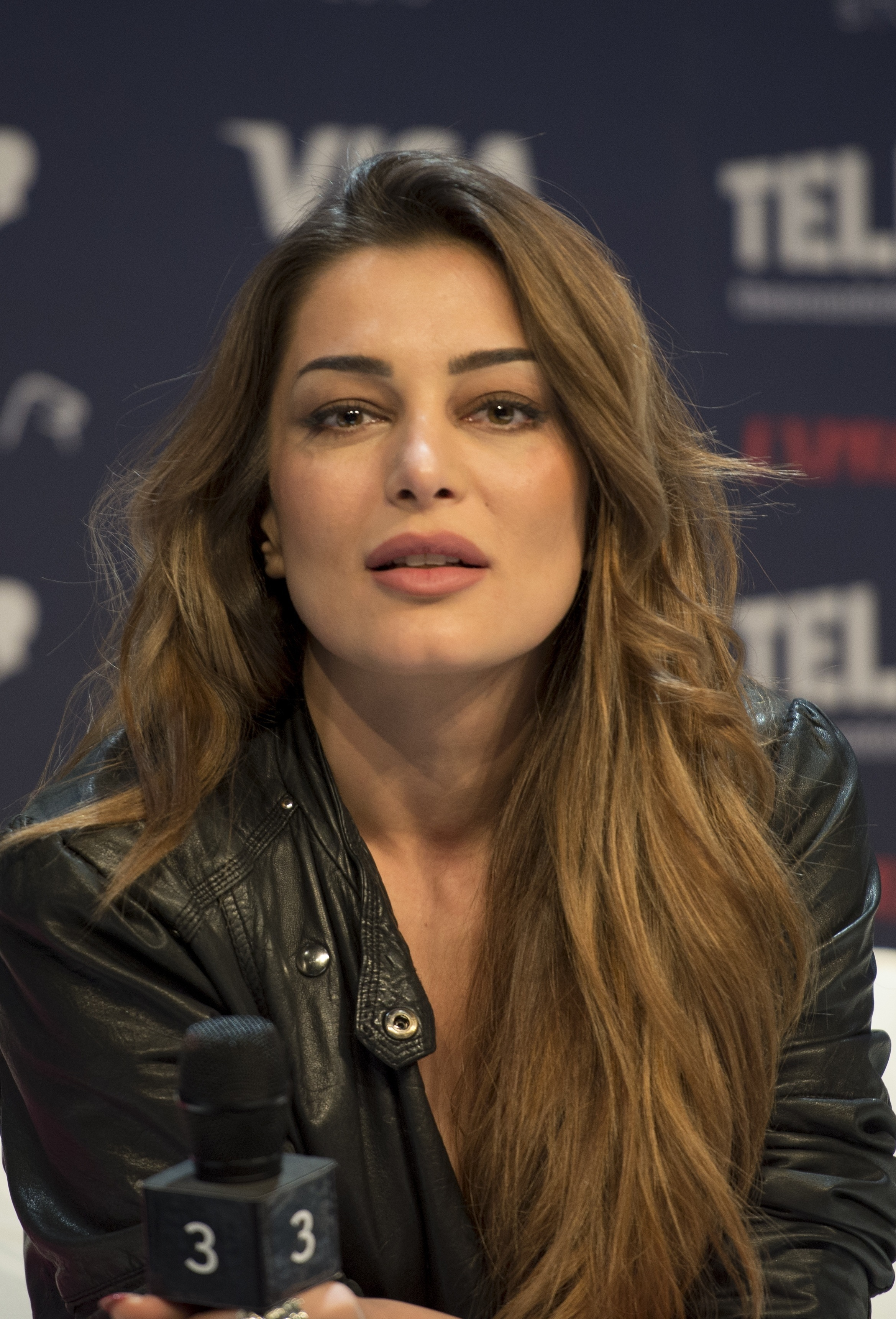
Iveta Moukoutchian

### Chansons
Les noms des dix-huit artistes ainsi que des extraits de leurs chansons ont été publiés sur les réseaux sociaux Twitter et Facebook du 29 décembre 2017 au 7 janvier 2018.
| Artiste         | Langue                     | Chanson              | Traduction         | Auteur(s) / Compositeur(s)                                                         |
| --------------- | -------------------------- | -------------------- | ------------------ | ---------------------------------------------------------------------------------- |
| Ehla            | Français                   | J'ai cru             | —                  | Grand Corps Malade                                                                 |
| Emmy Liyana     | Français                   | OK ou KO             | —                  | Olivier Schultheis, Zazie, Jean-Pierre Pilot, William Rousseau                     |
| Enéa            | Français, anglais          | I'll be there        | Je serai là        | Sonia Boraso                                                                       |
| Igit            | Français                   | Lisboa Jérusalem     | Lisbonne Jérusalem | Antoine Barrau                                                                     |
| Jane Constance  | Français                   | Un jour j'ai rêvé    | —                  | Jane Constance, Pascal Obispo (a) / Pascal Obispo (c)                              |
| June the girl   | Français, anglais          | Same                 | Mêmes              | Francois Welgryn, Antoine Essertier, Marine Bollengier (a) / Marine Bollengier (c) |
| Lisandro Cuxi   | Français, anglais          | Eva                  | —                  | Freddy Marche, Felipe Javier Saldivia, Frederic Savio                              |
| Louka           | Français, italien          | Mamma mia            | —                  | Maître Gims, Vitaa, Renaud Rebillaud, Luca Bennici                                 |
| Lucie Vagenheim | Français, anglais          | My world             | Mon monde          | François Welgryn, William Rousseau, Mathieu Johann                                 |
| Madame Monsieur | Français                   | Mercy                | —                  | Émilie Satt, Jean-Karl Lucas                                                       |
| Malo'           | Français, anglais, italien | Ciao                 | Salut              | Malory Legardinier                                                                 |
| Masoe           | Français, anglais          | Paradis              | —                  | Dany Synthé, Jonah                                                                 |
| Max Cinnamon    | Français, anglais          | Ailleurs             | —                  | Max Cinnamon                                                                       |
| Nassi           | Français                   | Rêves de gamin       | —                  | Nassi                                                                              |
| Noée            | Français                   | L'un près de l'autre | —                  | Barbara Pravi, Tomislav Matosin (a) / Jules Jaconelli, Mélanie Di Pietrantonio (c) |
| Pheno Men       | Français                   | Jamais sans toi      | —                  | François Welgryn (a) / Gabin Lesieur, Pheno Men (c)                                |
| Sarah Caillibot | Français                   | Tu me manques        | —                  | Sarah Caillibot                                                                    |
| Sweem           | Français                   | Là-haut              | —                  | Sweem                                                                              |

### Première demi-finale
La première demi-finale a été diffusée le samedi 13 janvier 2018 à 20 h 55.
En ouverture, les trois jurés francophones et Garou ont repris des titres phares de l'Eurovision :
- Waterloo (ABBA, Suède 1974) : les jurés et Garou ;
- Rise like a Phoenix (Conchita Wurst, Autriche 2014) : Christophe Willem ;
- Ne partez pas sans moi (Céline Dion, Suisse 1988) : Isabelle Boulay ;
- J'ai cherché (Amir, France 2016) : Amir.

Lors de l'entracte précédant les résultats, Amir a interprété son titre États d'amour extrait de son album Addictions.
- Qualifiés
- Dernier

| Ordre | Artiste       | Chanson              | Reprise                                  | Jury international | Jury international | Jury international | Jury francophone | Jury francophone  | Jury francophone | Total | Place |
| Ordre | Artiste       | Chanson              | Reprise                                  | Christer Björkman  | Olga Salamakha     | Nicola Caligiore   | Isabelle Boulay  | Christophe Willem | Amir Haddad      | Total | Place |
| ----- | ------------- | -------------------- | ---------------------------------------- | ------------------ | ------------------ | ------------------ | ---------------- | ----------------- | ---------------- | ----- | ----- |
| 1     | Masoe         | Paradis              | Pas là - Vianney                         | –                  | –                  | –                  | 4                | 2                 | –                | 6     | 7     |
| 2     | Noée          | L'un près de l'autre | Le Paradis blanc - Michel Berger         | 2                  | 8                  | 10                 | –                | –                 | 6                | 26    | 6     |
| 3     | Lisandro Cuxi | Eva                  | Billie Jean - Michael Jackson            | 10                 | 12                 | 12                 | 10               | 10                | 12               | 66    | 1     |
| 4     | Malo'         | Ciao                 | Wasting My Young Years - London Grammar  | 8                  | 6                  | 6                  | 12               | 12                | 2                | 46    | 3     |
| 5     | Emmy Liyana   | OK ou KO             | Je te promets - Johnny Hallyday          | 12                 | 10                 | 8                  | 6                | 6                 | 8                | 50    | 2     |
| 6     | Enéa          | I'll be there        | Tous les cris les SOS - Daniel Balavoine | –                  | –                  | –                  | –                | –                 | –                | 0     | 8     |
| 7     | Pheno Men     | Jamais sans toi      | ABC - Jackson Five                       | –                  | –                  | –                  | –                | –                 | –                | 0     | 9     |
| 8     | Louka         | Mamma mia            | Alors regarde - Patrick Bruel            | 6                  | 4                  | 4                  | 2                | 4                 | 10               | 30    | 4     |
| 9     | Ehla          | J'ai cru             | Time After Time - Cyndi Lauper           | 4                  | 2                  | 2                  | 8                | 8                 | 4                | 28    | 5     |

### Deuxième demi-finale
La seconde demi-finale a été diffusée le samedi 20 janvier 2018 à 20 h 55.
En ouverture, Marie Myriam, dernière représentante française à avoir gagné l'Eurovision, a repris Amar pelos dois de Salvador Sobral, chanson gagnante de l'Eurovision 2017, avant de chanter L'Oiseau et l'Enfant, la chanson victorieuse de l'Eurovision 1977, avec les jurés et Garou.
Pendant l'entracte précédent les résultats, Isabelle Boulay a interprété son titre Le Garçon Triste extrait de son album En Vérité.
- Qualifiés
- Dernier

| Ordre | Artiste         | Chanson           | Reprise                                     | Jury international | Jury international | Jury international | Jury francophone | Jury francophone | Jury francophone  | Total | Place |
| Ordre | Artiste         | Chanson           | Reprise                                     | Olga Salamakha     | Nicola Caligiore   | Christer Björkman  | Amir Haddad      | Isabelle Boulay  | Christophe Willem | Total | Place |
| ----- | --------------- | ----------------- | ------------------------------------------- | ------------------ | ------------------ | ------------------ | ---------------- | ---------------- | ----------------- | ----- | ----- |
| 1     | Lucie Vagenheim | My world          | Savoir aimer - Florent Pagny                | –                  | –                  | –                  | –                | –                | –                 | 0     | 9     |
| 2     | Madame Monsieur | Mercy             | Désenchantée - Mylène Farmer                | 12                 | 10                 | 8                  | 2                | 12               | 12                | 56    | 1     |
| 3     | Jane Constance  | Un jour j'ai rêvé | What a Wonderful World - Louis Armstrong    | 2                  | –                  | 2                  | 4                | –                | –                 | 8     | 7     |
| 4     | Nassi           | Rêves de gamin    | Superstition - Stevie Wonder                | 8                  | 6                  | 12                 | 12               | 4                | 4                 | 46    | 3     |
| 5     | Igit            | Lisboa Jerusalem  | Tout va bien - Orelsan                      | 4                  | 12                 | 6                  | 6                | 8                | 10                | 46    | 4     |
| 6     | Max Cinnamon    | Ailleurs          | Perfect - Ed Sheeran                        | 10                 | 8                  | 10                 | 10               | 10               | 6                 | 54    | 2     |
| 7     | Sarah Caillibot | Tu me manques     | Tu m'oublieras - Lætitia Larusso            | 6                  | 2                  | –                  | –                | –                | –                 | 8     | 6     |
| 8     | Sweem           | Là-haut           | Quelques mots d'amour - Michel Berger       | –                  | 4                  | –                  | 8                | 6                | 8                 | 26    | 5     |
| 9     | June the girl   | Same              | Poupée de cire, poupée de son - France Gall | –                  | –                  | 4                  | –                | 2                | 2                 | 8     | 7     |

### Finale
La finale est diffusée le samedi 27 janvier 2018 à 20 h 55.
Chaque finaliste chante en duo avec une vedette de la chanson française en plus de sa chanson originale.
En ouverture, plusieurs titres issus du concours ayant eu du succès en France sont interprétés :
- Volare (Domenico Modugno, Italie 1958) : les Gipsy Kings ;
- Heroes (Måns Zelmerlöw, Suède 2015) : Garou, Isabelle Boulay et Christophe Willem ;
- Ding-a-dong (Teach-In, Pays-Bas 1975) : Alma.

Pendant l'entracte précédent les résultats, Christophe Willem a interprété son titre Madame extrait de son album Rio, puis Alma a chanté Requiem, chanson avec laquelle elle avait représenté la France à l'Eurovision 2017. Jon Ola Sand, superviseur exécutif du Concours Eurovision de la chanson, a ensuite été invité par Garou à donner son avis sur la soirée.
- Premier
- Deuxième
- Troisième
- Dernier

| Ordre | Artiste         | Chanson          | Reprise                                               | Reprise       | Jury   | Jury  | Télévote    | Télévote | Télévote | Total | Place |
| Ordre | Artiste         | Chanson          | Titre                                                 | En duo avec   | Points | Place | Pourcentage | Points   | Place    | Total | Place |
| ----- | --------------- | ---------------- | ----------------------------------------------------- | ------------- | ------ | ----- | ----------- | -------- | -------- | ----- | ----- |
| 1     | Louka           | Mamma Mia        | Caméléon                                              | Maître Gims   | 8      | 8     | 1,67 %      | 7        | 8        | 15    | 8     |
| 2     | Igit            | Lisboa Jerusalem | L'Amour à la machine                                  | Alain Souchon | 60     | 4     | 11,90 %     | 50       | 4        | 110   | 5     |
| 3     | Emmy Liyana     | Ok ou KO         | Viens on s'aime                                       | Slimane       | 82     | 2     | 7,14 %      | 30       | 6        | 112   | 4     |
| 4     | Madame Monsieur | Mercy            | Reine                                                 | Dadju         | 68     | 3     | 28,10 %     | 118      | 1        | 186   | 1     |
| 5     | Lisandro Cuxi   | Eva              | Zombie (The Cranberries)                              | Nolwenn Leroy | 90     | 1     | 17,14 %     | 72       | 3        | 162   | 2     |
| 6     | Max Cinnamon    | Ailleurs         | Où je vis                                             | Patrick Fiori | 54     | 5     | 8,57 %      | 36       | 5        | 90    | 6     |
| 7     | Nassi           | Rêves de gamin   | Elle m'a aimé (Kendji Girac) / Djobi Djoba / Bamboleo | Gipsy Kings   | 30     | 6     | 4,29 %      | 18       | 7        | 48    | 7     |
| 8     | Malo'           | Ciao             | Sirens Call                                           | Cats On Trees | 28     | 7     | 21,19 %     | 89       | 2        | 117   | 3     |

| Vote détaillé du jury international | Vote détaillé du jury international | Vote détaillé du jury international | Vote détaillé du jury international | Vote détaillé du jury international | Vote détaillé du jury international | Vote détaillé du jury international | Vote détaillé du jury international | Vote détaillé du jury international | Vote détaillé du jury international | Vote détaillé du jury international | Vote détaillé du jury international | Vote détaillé du jury international |
| Artiste                             | Chanson                             | Drapeau de l'Islande                | Drapeau de l'Arménie                | Drapeau de la Russie                | Drapeau d’Israël                    | Drapeau de la Finlande              | Drapeau de la Biélorussie           | Drapeau de la Bulgarie              | Drapeau de la Suisse                | Drapeau de l'Italie                 | Drapeau de la Suède                 | Total                               |
| ----------------------------------- | ----------------------------------- | ----------------------------------- | ----------------------------------- | ----------------------------------- | ----------------------------------- | ----------------------------------- | ----------------------------------- | ----------------------------------- | ----------------------------------- | ----------------------------------- | ----------------------------------- | ----------------------------------- |
| Louka                               | Mamma mia                           | –                                   | 6                                   | –                                   | –                                   | –                                   | –                                   | –                                   | –                                   | 2                                   | –                                   | 8                                   |
| Igit                                | Lisboa Jerusalem                    | –                                   | 8                                   | 8                                   | 10                                  | 2                                   | 10                                  | 8                                   | 10                                  | 4                                   | –                                   | 60                                  |
| Emmy Liyana                         | OK ou KO                            | 8                                   | 12                                  | 4                                   | 2                                   | 12                                  | 6                                   | 6                                   | 12                                  | 10                                  | 10                                  | 82                                  |
| Madame Monsieur                     | Mercy                               | 12                                  | –                                   | 6                                   | 6                                   | 6                                   | 8                                   | 12                                  | 8                                   | 8                                   | 2                                   | 68                                  |
| Lisandro Cuxi                       | Eva                                 | 10                                  | –                                   | 12                                  | 12                                  | 4                                   | 12                                  | 10                                  | 6                                   | 12                                  | 12                                  | 90                                  |
| Max Cinnamon                        | Ailleurs                            | 6                                   | 2                                   | 10                                  | 4                                   | 10                                  | 4                                   | 2                                   | 2                                   | 6                                   | 8                                   | 54                                  |
| Nassi                               | Rêves de gamin                      | 2                                   | 10                                  | 2                                   | 8                                   | –                                   | 2                                   | –                                   | –                                   | –                                   | 6                                   | 30                                  |
| Malo'                               | Ciao                                | 4                                   | 4                                   | –                                   | –                                   | 8                                   | –                                   | 4                                   | 4                                   | –                                   | 4                                   | 28                                  |

### Audiences
Au moment de l'annonce du résultat final, près de 3 300 000 téléspectateurs ont suivi la victoire de Madame Monsieur, avec 24,4 % de part de marché.
| Type            | Jour et horaire de diffusion            | Audience moyenne          | Audience moyenne | Classement des audiences de la soirée | Références |
| Type            | Jour et horaire de diffusion            | Nombre de téléspectateurs | PDM              | Classement des audiences de la soirée | Références |
| --------------- | --------------------------------------- | ------------------------- | ---------------- | ------------------------------------- | ---------- |
| 1re demi-finale | Samedi 13 janvier 2018 (21 h -23 h 30)  | 2 486 000                 | 12,4 %           | 3e                                    | [ 17 ]     |
| 2e demi-finale  | Samedi 20 janvier 2018 (21 h -23 h 30)  | 2 084 000                 | 10,7 %           | 3e                                    | [ 18 ]     |
| Finale          | Samedi 27 janvier 2018 (21 h - 23 h 50) | 1 795 000                 | 8,9 %            | 4e                                    | [ 19 ]     |

## À l'Eurovision
En tant que membre du Big Five, la France est qualifiée d'office pour la finale qui aura lieu le 12 mai 2018.

### Points attribués par la France

#### Deuxième demi-finale
| 12 points | Australie |
| 10 points | Lettonie  |
| 8 points  | Pays-Bas  |
| 7 points  | Suède     |
| 6 points  | Malte     |
| 5 points  | Slovénie  |
| 4 points  | Pologne   |
| 3 points  | Russie    |
| 2 points  | Norvège   |
| 1 point   | Roumanie  |

| 12 points | Moldavie  |
| 10 points | Serbie    |
| 8 points  | Roumanie  |
| 7 points  | Pologne   |
| 6 points  | Australie |
| 5 points  | Danemark  |
| 4 points  | Norvège   |
| 3 points  | Ukraine   |
| 2 points  | Slovénie  |
| 1 point   | Suède     |

#### Finale
| 12 points | Israël      |
| 10 points | Australie   |
| 8 points  | Allemagne   |
| 7 points  | Autriche    |
| 6 points  | Pays-Bas    |
| 5 points  | Suède       |
| 4 points  | Tchéquie    |
| 3 points  | Royaume-Uni |
| 2 points  | Slovénie    |
| 1 point   | Irlande     |

| 12 points | Israël   |
| 10 points | Italie   |
| 8 points  | Portugal |
| 7 points  | Estonie  |
| 6 points  | Moldavie |
| 5 points  | Espagne  |
| 4 points  | Ukraine  |
| 3 points  | Chypre   |
| 2 points  | Danemark |
| 1 point   | Serbie   |

### Points attribués à la France
| 12 points | 10 points         | 8 points | 7 points        | 6 points        | 5 points                               | 4 points        | 3 points                | 2 points                 | 1 point |
| --------- | ----------------- | -------- | --------------- | --------------- | -------------------------------------- | --------------- | ----------------------- | ------------------------ | ------- |
| Ukraine   | Lettonie Lituanie | Malte    | Albanie Norvège | Croatie Espagne | Bulgarie Finlande Grèce Portugal Suède | Arménie Irlande | Belgique Chypre Islande | Danemark Russie Slovénie |         |

| 12 points | 10 points | 8 points | 7 points | 6 points       | 5 points                 | 4 points                 | 3 points | 2 points | 1 point        |
| --------- | --------- | -------- | -------- | -------------- | ------------------------ | ------------------------ | -------- | -------- | -------------- |
|           |           | Belgique | Ukraine  | Islande Israël | Albanie Arménie Lituanie | Finlande Géorgie Espagne | Pologne  |          | Chypre Norvège |

Le groupe Madame Monsieur est accompagné par deux choristes chantant en coulisses, Alison et Noée, cette dernière ayant participé à la pré-sélection française la même année. Le duo se classe finalement 13e lors de la finale, avec un total de 173 points.